# UniCredit Firenze Open 2022
UniCredit Firenze Open 2022 byl profesionální tenisový turnaj mužů hraný na okruhu ATP Tour v hale Palazzo Wanny, na dvorcích s tvrdým povrchem. Firenze Open probíhal mezi 10. až 16. říjnem 2022 v toskánské metropoli Florencii.
Turnaj dotovaný 612 000 eury patřil do kategorie ATP Tour 250. Do dvouhry nastoupilo dvacet osm hráčů a ve čtyřhře startovalo šestnáct párů. Nejvýše nasazeným singlistou se stal třináctý tenista světa Félix Auger-Aliassime. Jako poslední přímý účastník do hlavní soutěže nastoupil maďarský 90. hráč žebříčku Márton Fucsovics.
Firenze Open byl do 41. týdne kalendáře sezóny zařazen během července 2022 jako náhrada za zrušené podzimní turnaje v Číně v důsledku proticovidových pandemických omezení. Naposledy předtím Florencie hostila událost ATP Tour v roce 1994. Organizátoři získali jednoletou licenci.
V důsledku invaze Ruska na Ukrajinu na konci února 2022 řídící organizace tenisu ATP, WTA a ITF s grandslamy rozhodly, že ruští a běloruští tenisté mohli dále na okruzích startovat, ale do odvolání nikoli pod vlajkami Ruska a Běloruska.
Druhý singlový titul na okruhu ATP Tour vybojoval v jedenáctém kariérním finále 22letý Kanaďan Félix Auger-Aliassime,  který se vrátil do první světové desítky. Čtyřhru ovládli Francouzi Édouard Roger-Vasselin s Nicolasem Mahutem, kteří získali osmou společnou trofej.

## Rozdělení bodů a finančních odměn

### Rozdělení bodů
| Soutěž  | Soutěž | vítězové | finalisté | semifinalisté | čtvrtfinalisté | 16 v kole | 28 v kole | Q  | Q2 | Q1 |
| ------- | ------ | -------- | --------- | ------------- | -------------- | --------- | --------- | -- | -- | -- |
| dvouhra | [ 1 ]  | 250      | 150       | 90            | 45             | 20        | 0         | 12 | 6  | 0  |
| čtyřhra | [ 9 ]  | 250      | 150       | 90            | 45             | 0         | —         | —  | —  | —  |

### Finanční odměny
| Soutěž                                | Soutěž       | vítězové | finalisté | semifinalisté | čtvrtfinalisté | 16 v kole | 28 v kole | Q2      | Q1      |
| ------------------------------------- | ------------ | -------- | --------- | ------------- | -------------- | --------- | --------- | ------- | ------- |
| dvouhra                               | [ 1 ] [ 10 ] | 93 090 € | 54 300 €  | 31 925 €      | 18 495 €       | 10 740 €  | 6 565 €   | 3 280 € | 1 790 € |
| čtyřhra                               | [ 9 ]        | 32 340 € | 17 300 €  | 10 150 €      | 5 670 €        | 3 340 €   | —         | —       | —       |
| částka ve čtyřhrách je uvedena na pár |              |          |           |               |                |           |           |         |         |

## Dvouhra

### Nasazení
| Stát                         | Hráč                  | ATP | Nasazení |
| ---------------------------- | --------------------- | --- | -------- |
| Kanada                       | Félix Auger-Aliassime | 13  | 1        |
| Itálie                       | Matteo Berrettini     | 16  | 2        |
| Itálie                       | Lorenzo Musetti       | 27  | 3        |
| USA                          | Maxime Cressy         | 32  | 4        |
|                              | Aslan Karacev         | 39  | 5        |
| USA                          | Jenson Brooksby       | 42  | 6        |
| Kazachstán                   | Alexandr Bublik       | 43  | 7        |
| USA                          | Brandon Nakashima     | 47  | 8        |
| Žebříček ATP k 3. říjnu 2022 |                       |     |          |

### Jiné formy účasti
Následující hráčí obdrželi divokou kartu do hlavní soutěže:
- Francesco Maestrelli
- Francesco Passaro
- Giulio Zeppieri

Následující hráči postoupili z kvalifikace:
- Altuğ Çelikbilek
- Flavio Cobolli
- Tim van Rijthoven
- Mikael Ymer

Následující hráč postoupil z kvalifikace jako šťastný poražený
- Čang Č’-čen

### Odhlášení
před zahájením turnaje
- Nikoloz Basilašvili → nahradil jej  Brandon Nakashima
- David Goffin → nahradil jej  Čang Č’-čen
- Filip Krajinović → nahradil jej  Richard Gasquet
- Jiří Lehečka → nahradil jej  Márton Fucsovics
- Gaël Monfils → nahradil jej  Roberto Carballés Baena
- Jošihito Nišioka → nahradil jej  Corentin Moutet
- Holger Rune → nahradil jej  Bernabé Zapata Miralles
- Emil Ruusuvuori → nahradil jej  Daniel Elahi Galán
- Jannik Sinner → nahradil jej  J. J. Wolf

## Čtyřhra

### Nasazení
| Stát                                                                                  | Hráč           | Stát               | Hráč            | ATP | Nasazení |
| ------------------------------------------------------------------------------------- | -------------- | ------------------ | --------------- | --- | -------- |
| Nizozemsko                                                                            | Wesley Koolhof | Spojené království | Neal Skupski    | 7.  | 1.       |
| Chorvatsko                                                                            | Nikola Mektić  | Chorvatsko         | Mate Pavić      | 19. | 2.       |
| Chorvatsko                                                                            | Ivan Dodig     | USA                | Austin Krajicek | 49. | 3.       |
| Austrálie                                                                             | Matthew Ebden  | Austrálie          | John Peers      | 50. | 4.       |
| Žebříček ATP k 3. říjnu 2022; číslo je součtem žebříčkového postavení obou členů páru |                |                    |                 |     |          |

### Jiné formy účasti
Následující páry obdržely divokou kartu do hlavní soutěže:
- Jacopo Berrettini /  Matteo Berrettini
- Flavio Cobolli /  Giulio Zeppieri

### Odhlášení
před zahájením turnaje
- Marcelo Arévalo /  Jean-Julien Rojer → nahradili je  Alexander Erler /  Lucas Miedler
- Ariel Behar /  Andrej Golubjev → nahradili je  Andrej Golubjev /  Ben McLachlan
- Juan Sebastián Cabal /  Robert Farah → nahradili je  Sadio Doumbia /  Fabien Reboul
- Nikola Ćaćić /  Filip Krajinović → nahradili je  Maxime Cressy /  John-Patrick Smith
- Lloyd Glasspool /  Harri Heliövaara → nahradili je  Nicolás Barrientos /  Miguel Ángel Reyes-Varela
- Kevin Krawietz /  Andreas Mies → nahradili je  Roberto Carballés Baena /  Daniel Elahi Galán

## Přehled finále

### Mužská dvouhra
- Félix Auger-Aliassime vs.  J. J. Wolf, 6–4, 6–4

### Mužská čtyřhra
- Nicolas Mahut /  Édouard Roger-Vasselin vs.  Ivan Dodig /  Austin Krajicek, 7–6(7–4), 6–3